# Second Hand (албум)
Секонд хенд (Second Hand) је музички албум крагујевачке панк групе Човек без слуха, издат 2004. године у издавачкој кући Аутоматик рекордс.

## Списак песама
1. Док небо бојим страхом (Зовем се Мики)
2. Јутро озбиљних планова
3. Досадан дан
4. Ништа ми старо не недостаје
5. Далеко близу далеко
6. Бордле планета (Ходам а стојим)
7. Параноик
8. Икаров лет
9. Секонд хенд
10. Не питај
11. Реци не
12. Уместо осмеха
13. Перон 2
14. Сећања